# تسو (تواصل اجتماعي)
موقع تسو للتواصل الاجتماعي تم إطلاقه عام 2013 في نيويورك وهو يختلف عن عن فيس بوك وتويتر حيث أنه يتم الدفع للمشترك في حال تم الوصول والاشتراك في الموقع عن طريقه وأيضا هذه الشبكة تجمع بين فيس بوك وتويتر وجوجل والتسويق الشبكي. تشبه موقع فيس بوك في خواص استخدام نظام المنشورات والإعجاب وإضافة أو متابعة الأصدقاء. تشبه موقع تويتر في خاصية استخدام الهاشتاج واليوزر نيم @. تشبه موقع جوجل من خلال برنامج أدسنس وأدوردس، حيث تعمل الشبكة كوسيط إعلاني بين الناشر والمعلن. الفرق الوحيد هو أن جوجل تأخد نسبة 32% على كل نقرة إعلانية أما في المقابل تحصل tsū على نسبة 10% من الأرباح فقط. تشبه فكرة التسويق الشبكي حيث أن العضو يحصل على نسبة ربحية من كل عضو يقوم بالتسجيل من خلاله وهكذا وقد جاءت تسمية الموقع من كلمة يابانية.

## ما هو المميز في tsu
بعد الفحص والإطلاع على الموقع، فإن الشئ المميزة في هذه الشبكة الربحية هو إمكانية عرض أي نوع من المحتوى بغض النظر عن جودة هذا المحتوى. فأنت تستطيع الربح من خلال صورة أو منشور يحتوي على سطرين أو ثلاثة فقط! وإذا ما قارنا هذه الميزة بمشاكل الحقوق التي يتعرض لها الناشرين في أدسنس أو يوتيوب سنجد أن هذه الميزة تعطي أفضلية كبيرة جداً لهذا النوع من الربح. ببساطة أنت غير مسئول داخل الموقع عن جودة المحتوى أو رداءته، ما عليك سوى البدء في النشر وكسب المتابعين وفي هذا الأثناء ستتزايد أرباحك يوماً بعد يوم. ولكن أنا أنصحك هنا بنشر محتوى مميز وهادف حيث أن الموقع يحتوي على خاصية الحظر والطرد وبحسب الموقع فإن أي عضو يتعرض للمسح من الموقع فإنه ليس بالإمكان استعادة العضوية من جديد.

## ما هي مصادر أرباح موقع tsu
من خلال التصفح في الموقع، لاحظت ظهور إعلانات جوجل Adsense في المناطقة المخصصة للإعلانات داخل الموقع، لربما ذلك بسبب أن الموقع يعتبر موقع جديد صاعد، ولكن كما لاحظت أيضاً فإن إدارة الموقع تتيح الإعلان في الموقع مباشرة وأتوقع أن الموقع سيبدأ إعلاناته الخاصة بمجرد الحصول على عدد ثابت وكبير من الأعضاء المتفاعلين. أو أن يبقي على إعلانات جوجل وهذا شئ أستبعده.

## خصائصه
يجمع تسو بين خصائص تويتر وفيس بوك من ناحية الخصائص فهو يتوفر على خاصية الهاش تاك التي توجد في تويتر وخاصية الإعجاب ومشاركة المحتوى التي توجد في فيس بوك

## الربح الشخصي
كما ان الموقع يدفع لمستخدميه المال مقابل دعوة اشخاص لتسجيل عليه فهذا الموقع ياخد 10% من الارباح التي تأتيه من الاعلانات ويترك 90% الأخرى لمستعمليه والجميل في هذا الموقع هو انه يتوفر على نظام يعمل مثل الشجرة أو الهرم يعني انه عندما تقوم بدعوة شخص ما فسوف تربح المال وإذا قام الشخص الذي دعوته بارسال دعوة لشخص اخر فسوف تربح بعض المال ولن ياخد أي شيء من حساب صديقك وهذا النظام فيه اربع مستويات يعني يمكن ان تربح من أربعة اشخاص.

## وصلات خارجية
الموقع الرسمي